# Dag Øistein Endsjø
Dag Øistein Endsjø (* 11. November 1968 in Ann Arbor) ist ein norwegischer Religionswissenschaftler und Professor an der Universität Bergen und der Universität Oslo. Er ist vor allem für seine Bücher zum Verhältnis von Sexualität und Religion und zur Kontinuität von griechischer Religion und Christentum bekannt. Daneben setzt Endsjø sich als Vorsitzender der Menneskerettsalliansen für die Menschenrechte ein.

## Veröffentlichungen (Auswahl)
- Primordial Landscapes, Incorruptible Bodies: Desert Asceticism and the Christian Appropriation of Greek Ideas on Geography, Bodies, and Immortality. Peter Lang, New York 2008.
- Greek Resurrection Beliefs and the Success of Christianity. Palgrave Macmillan, New York 2009.
- mit Liv Ingeborg Lied: Det folk vil ha. Religion og populærkultur. Universitetsforlaget, Oslo 2011.
- Sex og religion: fra jomfruball til hellig homosex. Universitetsforlaget, Oslo 2011.
  - Übersetzung: Sex and Religion. Teachings and Taboos in the History of World Faiths. Reaktion, London 2011. Das Buch ist auch auf Bulgarisch, Chinesisch, Italienisch, Mazedonisch, Polnisch, Portugiesisch, Schwedisch und Serbisch veröffentlicht worden.